# Zoltán Judik
Zoltán Judik, né le 5 mai 1933, à Budapest, en Hongrie, est un ancien joueur hongrois de basket-ball. 